# Sociedade Esportiva e Recreativa Vinte de Setembro
A Sociedade Esportiva e Recreativa Vinte de Setembro é um clube de futebol profissional brasileiro, localizado na cidade de Uruguaiana, no Estado do Rio Grande do Sul. Suas cores são vermelho, verde e amarelo.

## História
O clube, fundado em 20 de setembro de 2003, seria uma união de esforços dos três clubes mais tradicionais da cidade, Uruguaiana, Ferro Carril e Sá Viana para iniciar a disputa das competições estaduais em 2004. O jalde-negro, porém, acabou não concordando e inscreveu-se individualmente para a Divisão de Acesso daquele ano.
A estreia oficial do clube se deu numa derrota por 2 a 1 para o Farroupilha, em Uruguaiana, no dia 6 de março de 2004. O Vinte classificou-se com alguma folga na primeira fase, mas acabou indo muito mal no seu hexagonal da segunda fase, sendo eliminado. 
No segundo semestre, o time retornaria para a disputa da Copa FGF. Na primeira fase o Vinte passou na liderança do grupo, que contava com o Grêmio B. Nas oitavas de final, no entanto, o clube foi derrotado pela Ulbra por 5 a 0 e 1 a 3. A derrota por 3 a 1 no jogo de volta, em Uruguaiana, em 12 de outubro, acabaria por ser a última partida oficial do tricolor uruguaianense.